# Pietro Bianchi (gimnastyk)
Pietro Bianchi (ur. 5 marca 1883 w Mediolanie, zm. 1 lipca 1965 tamże) – włoski gimnastyk, dwukrotny medalista olimpijski.
Dwukrotnie reprezentował barwy Zjednoczonego Królestwa Włoch na letnich igrzyskach olimpijskich (Sztokholm 1912, Antwerpia 1920), w obu przypadkach zdobywając złote medale w wieloboju drużynowym. Oprócz tego, w 1912 r., zajął 6. miejsce w wieloboju indywidualnym.
W 1911 r. zdobył w Turynie dwa medale mistrzostwa świata: srebrny w ćwiczeniach na kółkach oraz brązowy w wieloboju drużynowym. Podczas kolejnych mistrzostw świata (Paryż, 1913) zdobył brązowy medal w wieloboju drużynowym.